# 루이 2세 드 치니 백작
루이 2세(Louis II of Chiny, 1066년 사망)는 프랑크 왕국 카롤링거 왕조의 분가인 헤르베르투스 왕조 출신 로렌의 귀족으로, 1025년부터 치니 백작이었다.
치니 백작 루이 1세와 생 바르메의 아델라이드(Adélaïde de Saint Varme)의 아들이다. 그의 생애와 치니 백작 재직 중에 있었던 일은 기록에 나타나지 않고, 이름만 전한다.
출신지가 알려지지 않은 소피아와 결혼하여 자녀를 두었다. 아들 중 마나세스는 성 후베르트 수도원에 들어가 수도사가 되었다. 아들 아르노알드 1세는 십자군 원정에 참여하였으나 그가 죽자 되돌아와 백작작위를 계승했다.

## 참고 자료
- Arlette Laret-Kayser, Entre Bar et Luxembourg : Le Comté de Chiny des Origines à 1300, Bruxelles (éditions du Crédit Communal, Collection Histoire, série in-8°, n° 72), 1986
- Medieval Lands Project, Comtes d’Ivois et Chiny
- Christian Settipani, La Préhistoire des Capétiens (Nouvelle histoire généalogique de l'auguste maison de France, vol. 1), Villeneuve d'Ascq, éd. Patrick van Kerrebrouck, 1993, 545 p. (ISBN 978-2-95015-093-6)